# Trois Ombres sur Paris
Trois Ombres sur Paris est un roman merveilleux-scientifique de l'écrivain français H. J. Magog. Publié initialement en feuilleton en 1920 dans le quotidien L'Éclair sous le titre Les Surhommes, le roman fut renommé lors de sa parution en volume chez Gallimard en 1929.

## Intrigue
Dans un futur proche, le génial professeur Fringe met au point un appareil permettant d'augmenter considérablement l'intelligence des individus. Le gouvernement de la Confédération européenne, craignant que ce projet d'utopie égalitaire ne perturbe l'équilibre politique, traque ces surhommes.

## Analyse de l'œuvre
Ce roman narre les nouvelles aventures du professeur Fringe et de son assistant Clodomir, vingt ans après les événements racontés dans L'Homme qui devint gorille (1911). Néanmoins, le personnage principal est le journaliste André Monontheuil, qui sous forme d'une enquête policière, met en lumière l'affrontement entre le président de la Confédération européenne et l'organisation terroriste dirigée par Clodomir.
Ce récit semble être inspiré du roman de Louis Forest, On vole des enfants à Paris, publié aux éditions Tallandier en 1909, qui narre également la création de surhommes. Néanmoins, H. J. Magog exploite le thème de manière plus approfondie, en présentant la traque des surhommes comme une réaction instinctive de la race humaine qui craint inconsciemment d’être remplacée.
Outre le thème du surhomme, ce roman traite également de celui de l'être artificiel puisque l'un des personnages principaux s'avère en réalité être un androïde.

## Publications françaises
- L'Éclair, du 28 juillet au 20 septembre 1920 sous le titre Les Surhommes.
- Librairie Gallimard, coll. « Les Chefs-d'œuvre du roman d'aventures », 1929.
- Jules Tallandier, coll. « Le Lynx » no 27, 1941 sous le titre Le Secret du professeur Fringe.
- Éditions Marabout, coll. « Bibliothèque Marabout » no 555, 1975.
- BNF Éditions, coll. « Les Orpailleurs », 2017.